# Hypnum virescens
Hypnum virescens là một loài Rêu trong họ Hypnaceae. Loài này được (Schimp.) A.B. Jacks. mô tả khoa học đầu tiên năm 1905.